# Câu lạc bộ Du thuyền Vịnh Bắc Bộ

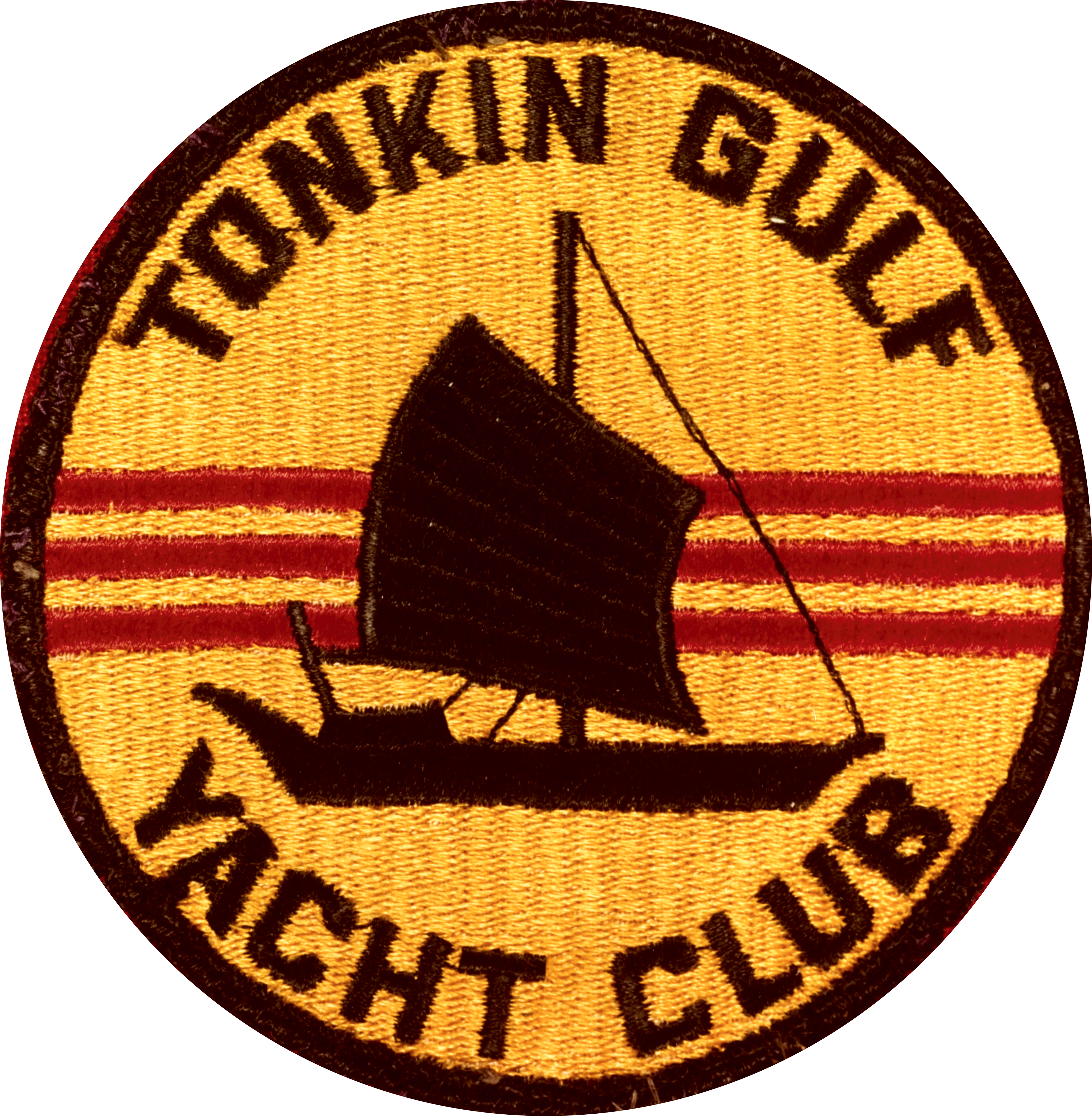
Phiên bản phổ biến nhất của biểu trưng thể hiện hình bóng của một thuyền buồm Việt Nam với nền quốc kỳ Việt Nam Cộng hòa.

Câu lạc bộ Du thuyền Vịnh Bắc Bộ (tiếng Anh: Tonkin Gulf Yacht Club) là biệt danh vui nhộn của Hạm đội 7 Hoa Kỳ trong chiến tranh Việt Nam. Trong suốt chiến tranh tại Việt Nam, Hạm đội 7 đã tham gia vào các hoạt động chiến đấu chống lại quân địch thông qua các đợt không kích từ tàu sân bay, yểm trợ hỏa lực hải quân, hoạt động đổ bộ, tuần tra, trinh sát và đặt mìn.

## Hoạt động hải quân
Hải quân Mỹ từng triển khai không liên tục ngoài khơi bờ biển Việt Nam kể từ tháng 3 năm 1950 với tư cách là các chuyến hành trình "phơi cờ" nhằm tiếp viện cho Việt Nam Cộng hòa. Tháng 5 năm 1964, ba nhóm đặc nhiệm tàu sân bay chiếm được vị trí tại Yankee Station ở vịnh Bắc Bộ. Các chuyến bay do thám đều do các tàu sân bay này thực hiện dù chẳng khởi động nhiệm vụ chiến đấu nào cả. Liên Xô đã hỗ trợ Việt Nam Dân chủ Cộng hòa xây dựng các hệ thống phòng không tinh vi hơn. Hải quân bèn tìm cách triển khai các "sứ mệnh DeSoto" theo kiểu chiến tranh điện tử hòng xác định các cơ sở này và điều động tàu USS Maddox (DD-731), dẫn đến sự kiện Vịnh Bắc Bộ.
Số lượng tàu tăng lên đáng kể, với "câu lạc bộ du thuyền" bao gồm tàu khu trục và tàu tuần dương dọc theo bờ biển ngang tầm bắn. Sau khi đình chiến năm 1973, Hạm đội này đã tiến hành các hoạt động rà phá bom mìn trên tuyến đường thủy ven biển miền Bắc Việt Nam. Hai năm sau, đội tàu thuyền và máy bay của Hạm đội đã giúp sơ tán hàng nghìn công dân Mỹ và người tị nạn rời khỏi miền Nam Việt Nam và Campuchia khi các quốc gia này rơi vào tay phe cộng sản. Hạm đội này khởi hành năm 1975.

## Biệt danh và biểu trưng
Tên gọi “Câu lạc bộ Du thuyền Vịnh Bắc Bộ” được sử dụng từ năm 1961 khi Hạm đội 7 đến vùng biển ngoài khơi Việt Nam. Giống như truyền thống hải quân về lễ vượt ranh giới và giấy chứng nhận sở hữu ván thuyền, câu lạc bộ này đóng vai trò kỷ niệm sự tham gia của các thủy thủ trong chiến dịch. Tiêu chuẩn để trở thành thành viên được hiểu rộng rãi cho bất kỳ quân nhân nào được chỉ định vào Hạm đội 7, từ các tàu trực chiến, đến các phi vụ xuất kích của máy bay từ các tàu sân bay, đến các đơn vị ven sông và Thủy quân lục chiến trên bờ. Mặc dù không chính thức, thuật ngữ này đã trở nên đủ phổ biến để được tìm thấy trong lịch sử chỉ huy được giải mật năm 1966 của USS Enterprise, một trong những con tàu của Hạm đội 7. Tên gọi và biểu trưng đã quá quen thuộc với những tay cựu chiến binh của Hạm đội 7 khi tham gia chiến tranh Việt Nam.

## Trích dẫn
1. ↑  Cavendish 1989, tr. 11-13.
2. ↑  Beates, Chet (tháng 1 năm 2009). Son of a Gun - The Life and Times of a Lifer Brat. Lulu. tr. 70. ISBN 9781430325888. Truy cập ngày 6 tháng 7 năm 2014.
3. ↑  Melson, Charles D.; Arnold, Curtis G. (1991). The War That Would Not End, 1971-1973. U.S. Marines In Vietnam. United States Marine Corps History and Museums Division. tr. 188. LCCN 77604776.
4. ↑  "NARRATIVE HISTORY OF THE USS ENTERPRISE (CVA(N)65) 1 JAN - 31 DEC 66" (Tài liệu). United States Navy. ngày 10 tháng 7 năm 1967. tr. 1. Sự hiện diện của USS Enterprise ở Vịnh Bắc Bộ đã nổi tiếng khắp thế giới vào tháng 1 năm 1966. Uy tín của chính nó với tư cách là tàu chiến lớn nhất và mạnh nhất của hạm đội đã theo chân nó đến Yankee và Dixie Station, và còn nhiều hơn nữa đối với các tàu chiến mới nổi. truyền thuyết hơn thế này; tàu này và chiếc USS Bainbridge,  khinh hạm "nhỏ nhoi" của nó, đã đánh dấu một bước ngoặt trong lịch sử hải quân chỉ bằng việc trở thành những con tàu chạy bằng năng lượng hạt nhân đầu tiên tham chiến. Tốc độ chưa từng có, hệ thống phát hiện và tiềm năng năng lực hoạt động của họ đã chứng tỏ giá trị của tàu này vượt xa những ước tính ban đầu trong những tuần đầu tiên "trên tuyến tại Câu lạc bộ Du thuyền Vịnh Bắc Bộ". {{Chú thích tài liệu}}: Đã bỏ qua tham số không rõ |url= (trợ giúp)
5. ↑  "WETSU 66". Vietnamproject.ttu.edu. Truy cập ngày 6 tháng 7 năm 2014.
6. ↑  Ames, Bruce. "Tonkin Gulf Yacht Club". San Joaquin Valley Veterans. Bản gốc lưu trữ ngày 8 tháng 8 năm 2006. Truy cập ngày 6 tháng 7 năm 2014.
7. ↑  "Roster of Ships in the Tonkin Gulf Yacht Club". Oilchange.tripod.com. ngày 13 tháng 9 năm 2000. Truy cập ngày 6 tháng 7 năm 2014.